# Ко
Ко (фр. Caux) је насеље и општина у јужној Француској у региону Лангдок-Русијон, у департману Еро која припада префектури Безје.
По подацима из 2011. године у општини је живело 2490 становника, а густина насељености је износила 100,24 становника/km². Општина се простире на површини од 24,84 km². Налази се на средњој надморској висини од 94 метара (максималној 166 m, а минималној 27 m).

## Демографија
| 1962. | 1968. | 1975. | 1982. | 1990. | 1999. | 2011. |
| ----- | ----- | ----- | ----- | ----- | ----- | ----- |
| 1.648 | 1.711 | 1.546 | 1.578 | 1.709 | 1.968 | 2.490 |

График промене броја становника у току последњих година